# Liga Nordeste de Futsal de 2015
A Liga Nordeste de Futsal de 2015, também conhecida como Liga Nordeste, é a 11ª edição da competição na Região Nordeste do Brasil desta modalidade. Oito equipes participaram da competição, disputada em duas fases.

## Equipes participantes
Equipes participantes da Liga Nordeste de Futsal:
- Alto Rodrigues
- Aquiraz
- Balsas
- Central
- Glória Futsal
- Parma
- Real Moitense
- Vento em Popa

## Classificação

### Grupo A
|   | Time          | Pts | J | V | E | D | GP | GC | SG | Cartões Amarelos | Cartões Vermelhos |
| - | ------------- | --- | - | - | - | - | -- | -- | -- | ---------------- | ----------------- |
| 1 | Real Moitense | 9   | 3 | 3 | 0 | 0 | 11 | 6  | 5  | 0                | 0                 |
| 2 | Vento em Popa | 6   | 3 | 2 | 0 | 1 | 7  | 6  | 1  | 0                | 0                 |
| 3 | Parma         | 3   | 3 | 1 | 0 | 2 | 13 | 11 | 2  | 0                | 0                 |
| 4 | Aquiraz       | 0   | 3 | 0 | 0 | 3 | 4  | 12 | -8 | 0                | 0                 |

### Grupo B
|   | Time           | Pts | J | V | E | D | GP | GC | SG  | Cartões Amarelos | Cartões Vermelhos |
| - | -------------- | --- | - | - | - | - | -- | -- | --- | ---------------- | ----------------- |
| 1 | Glória Futsal  | 7   | 3 | 2 | 1 | 0 | 18 | 7  | 11  | 0                | 0                 |
| 2 | Balsas         | 7   | 3 | 2 | 1 | 0 | 10 | 5  | 5   | 0                | 0                 |
| 3 | Central        | 3   | 3 | 1 | 0 | 2 | 6  | 16 | -10 | 0                | 0                 |
| 4 | Alto Rodrigues | 0   | 3 | 0 | 0 | 3 | 0  | 8  | 14  | -6               | 0                 |

## Fase eliminatória
|  | Semifinais    | Semifinais    | Semifinais    |               |               | Final         | Final | Final |  |
|  |               |               |               |               |               |               |       |       |  |
|  | Real Moitense | Real Moitense | 6             |               |               |               |       |       |  |
|  | Real Moitense | Real Moitense | 6             |               |               |               |       |       |  |
|  | Balsas        | Balsas        | 4             |               |               |               |       |       |  |
|  | Balsas        | Balsas        | 4             |               | Real Moitense | Real Moitense | 5     |       |  |
|  |               |               |               |               | Real Moitense | Real Moitense | 5     |       |  |
|  |               |               | Glória Futsal | Glória Futsal | 3             |               |       |       |  |
|  | Glória Futsal | Glória Futsal | Glória Futsal | Glória Futsal | 3             | 4             |       |       |  |
|  | Glória Futsal | Glória Futsal |               |               |               |               |       |       |  |
|  | Vento em Popa | Vento em Popa | 1             |               |               |               |       |       |  |

## Premiação
| Campeão da Liga Nordeste de 2015 |
| -------------------------------- |
| Real Moitense (2º título)        |

## Classificação geral
|   | Time           | Pts | J | V | E | D | GP | GC | SG  | Cartões Amarelos | Cartões Vermelhos |
| - | -------------- | --- | - | - | - | - | -- | -- | --- | ---------------- | ----------------- |
| 1 | Real Moitense  | 15  | 5 | 5 | 0 | 0 | 22 | 12 | 10  | 0                | 0                 |
| 2 | Glória Futsal  | 10  | 5 | 3 | 1 | 1 | 25 | 13 | 12  | 0                | 0                 |
| 3 | Balsas         | 7   | 4 | 2 | 1 | 1 | 13 | 11 | 2   | 0                | 0                 |
| 4 | Vento em Popa  | 6   | 4 | 2 | 0 | 2 | 8  | 10 | -2  | 0                | 0                 |
| 5 | Parma          | 3   | 3 | 1 | 0 | 2 | 13 | 11 | 2   | 0                | 0                 |
| 6 | Central        | 3   | 3 | 1 | 0 | 2 | 6  | 16 | -10 | 0                | 0                 |
| 7 | Alto Rodrigues | 0   | 3 | 0 | 0 | 3 | 8  | 14 | -6  | 0                | 0                 |
| 8 | Aquiraz        | 0   | 3 | 0 | 0 | 3 | 4  | 12 | -8  | 0                | 0                 |